# Danielle Frenkel
Danielle Frenkel (in ebraico דניאל פרנקל‎?; 8 settembre 1987) è un'altista israeliana, detentrice dei record nazionali di disciplina.

## Carriera
Frenkel è stata la prima atleta israeliana di salto in alto a superare il muro di 1,90 metri, nel corso dei campionati nazionali a Tel Aviv nel 2010 e stabilendo nello stesso mese - nel corso degli Europei di Barcellona - l'attuale record nazionale. Nel 2011 partecipa a molte delle maggiori competizioni internazionali per poi arrestarsi. Ritornerà a gareggiare ancora nel 2013 e successivamente dal 2017.

## Record nazionali
- Seniores
  - Salto in alto: 1,92 m ( Barcellona, 30 luglio 2010)
  - Salto in alto indoor: 1,94 m ( Parigi, 5 marzo 2011)

## Palmarès
| Anno | Manifestazione       | Sede         | Evento        | Risultato | Prestazione | Note |
| ---- | -------------------- | ------------ | ------------- | --------- | ----------- | ---- |
| 2009 | Europei under 23     | Kaunas       | Salto in alto | 17ª (q)   | 1,72 m      |      |
| 2010 | Europei              | Barcellona   | Salto in alto | 12ª       | 1,85 m      |      |
| 2011 | Europei indoor       | Parigi       | Salto in alto | 4ª        | 1,92 m      |      |
| 2011 | Universiadi          | Shenzen      | Salto in alto | 17ª (q)   | 1,75 m      |      |
| 2011 | Mondiali             | Taegu        | Salto in alto | 23ª (q)   | 1,85 m      |      |
| 2017 | Maccabiadi           | Gerusalemme  | Salto in alto | Argento   | 1,70 m      |      |
| 2018 | Campionati balcanici | Stara Zagora | Salto in alto | 10ª       | 1,75 m      |      |

## Altre competizioni internazionali
2011
- Oro agli Europei a squadre ( Reykjavík), salto in alto - 1,84 m